# 大台南公車77路
大台南公車77路為大台南公車第18條市區公車，亦為全市第109條公車路線，由巨業交通營運。起點由原住民文化會館發車，中途途經市政府、多處觀光景點、成大七個校區及南紡購物中心，終點站到仁德轉運站，於2016年3月23日正式通車。
根據2019年運量統計，本線運量為33萬9301人次，在全臺南市公車路線運量排第19名。

## 歷史
- 2016年3月22日：77路（安平原住民文化會館－南紡購物中心）於扎哈木公園舉行啟航典禮，由四方客運營運。
- 2016年3月23日：正式上路營運。
- 2016年6月15日：新增「平豐路口」招呼站。
- 2016年7月1日：原「南紡夢時代」站更名為「南紡購物中心」，原「南紡夢時代（東光路）」站更名為「南紡購物中心（東光路）」。
- 2017年7月17日：裁撤「民族路」站（往南紡購物中心）。
- 2017年7月21日：配合海安路景觀改造工程施工而改道行駛西門路，暫時取消停靠「中正海安路口」、「神農街」、「永樂市場」站，臨時停靠「永華站」、「小西門（大億麗緻）」、「西門、友愛街口」、「西門、民權路口」。
- 2018年7月26日：海安路景觀改造工程完工，依序恢復停靠「中正海安路口」、「神農街」、「永樂市場」站。
- 2018年8月20日：「民族路」站（往南紡購物中心）恢復設站。
- 2019年7月12日：原「臺南護校」站更名為「臺南護專」。
- 2022年9月23日：由府城客運接駛繼續營運[4]，四方客運退出大台南公車經營行列。
- 2023年4月10日：由漢程客運接駛繼續營運。[5]
- 2023年7月3日：「南紡購物中心（東光路）」端點延伸至「仁德轉運站」，沿途增設「平實公園停車場」、「後甲公園」、「虎尾寮重劃區」、「嘉南療養院（裕忠路）」站、「仁德轉運站」，裁撤「南紡購物中心」站。[6]
- 2023年9月26日：路線微調行駛金華路、中華東路，裁撤「中正海安路口」、「神農街」、「南紡購物中心（東光路）」站，增設「河樂廣場（金華路）」、「協進國小（金華路）」、「南紡購物中心」站。
- 2024年4月12日：新增「台南市召會」招呼站。
- 2024年5月6日：新增「康樂街口」招呼站。
- 2025年1月15日：由巨業交通接駛繼續營運。

## 路線基本資料
- 全程行車里程數：約14.2公里
- 全程行車時間：50～60分
- 行經行政區域：臺南市安平區、中西區、北區、東區、仁德區
- 主要行駛道路：永華路、金華路、民族路、長榮路、東寧路、裕忠路

### 收費
- 依一段票計費：全票18元，半票9元。

### 路線
- 參見右側路線圖。

## 外部連結
- 大台南公車77路線圖&時刻表 （页面存档备份，存于）
- 巨業交通 （页面存档备份，存于）
- 大台南公車 （页面存档备份，存于）
- 四方電巴77路通車宣傳影片 （页面存档备份，存于）